# Mammea yunnanensis
Mammea yunnanensis är en tvåhjärtbladig växtart som först beskrevs av Li, och fick sitt nu gällande namn av André Joseph Guillaume Henri Kostermans. Mammea yunnanensis ingår i släktet Mammea och familjen Calophyllaceae. Inga underarter finns listade i Catalogue of Life.